# Wonderful days (椎名へきるの曲)
「Wonderful Days」（ワンダフル・デイズ）は、椎名へきるの41作目のシングル。2011年12月21日にLantisから発売された。

## 解説
2012年への展開をイメージし、新しい椎名へきるを位置づける内容になるという楽曲に仕上がった。

## 批評
『CDジャーナル』は「鈴の音をフィーチャーした温もりに満ちたクリスマス・ソング。甘い歌詞とキュートなボーカルがマッチしている」と評された。

## 収録曲
1. Wonderful Days
  - 作詞・作曲・編曲：宮崎誠
2. 1番星〜君のいない夜に〜
  - 作詞：ゆきみ、作曲・編曲：今井隼
3. Wonderful Days（off vocal）
4. 1番星〜君のいない夜に〜（off vocal）